# 圖托瓦 (瓦斯盧伊縣)
46°07′N 27°33′E / 46.117°N 27.550°E
圖托瓦鄉（羅馬尼亞語：Comuna Tutova, Vaslui），是羅馬尼亞的鄉份，位於該國東北部，由瓦斯盧伊縣負責管轄，面積53平方公里，海拔高度57米，2007年人口3,716，人口密度每平方公里70人。